# شهرستان بنکس (جورجیا)
شهرستان بنکس، جورجیا (به انگلیسی: Banks County, Georgia) یک سکونتگاه مسکونی در ایالات متحده آمریکا است که در جورجیا واقع شده‌است.